# Симон, Карлос Эуженио
Карлос Эуженио Симон (порт. Carlos Eugênio Simon; род. 3 сентября 1965, Брага, Риу-Гранди-ду-Сул) — бразильский футбольный судья(судья ФИФА с 1998 года). Он также журналист и работает в Fox Sports Brasil с 2012 года. По образованию журналист (Католический университет Порту-Алегри), имеет степень кандидата спортивных наук (специализация — футбол). Двоюродный брат профессионального теннисиста Маркоса Даниэла.
Судил следующие финальные турниры: Чемпионат мира (2002, 2006, 2010), Олимпийские игры (2000), Кубок Америки (2001), Чемпионат мира среди футболистов до 20 лет (1999).